# Абу Абдалла Мухаммад VI
Мухаммад VI (или Абу Абдалла Мухаммад VI ибн аль-Хасан, Мулай Мухаммад, ум. 1574) — двадцать восьмой и последний правитель государства Хафсидов в Ифрикии в 1573-1574 годах, двадцать седьмой халиф Хафсидов. Он был возведён на трон испанцами после освобождения Туниса в 1573 году от османов, когда его брат мулай Ахмад III отказался от унизительных условий, предложенных Хуаном Австрийским. Уже в следующем году Тунис был окончательно захвачен османами, и халиф умер в плену в Константинополе.

## Биография
Тунис в начале XVI века стал ареной ожесточённого сражения между испанцами, которые опирались на последних халифов Хафсидов, и османами, опиравшимися на бейлербеев Алжира и Триполи. В 1569 году Улуч Али, бейлербей Алжира, по приказу султана Османской империи захватил Тунис, находившийся к тому времени под испанским контролем, и низложил халифа Ахмада III.
В ответ испанский король Филипп II отправил флот во главе с Хуаном Австрийским отбить Тунис у османов. В результате стремительной операции испанцам это удалось, однако Ахмед III отказался от унизительных условий, предложенных Хуаном, и был отправлен в почётный плен на Сицилию, а на престол возвели его брата Мухаммада.
Полное подчинение нового халифа испанским властям не уберегло Тунис от разграбления. Историк XVII века Ибн Абу Динар писал: «Неверные разграбили школы и библиотеки, научные труды были разбросаны по улицам, настолько, что шедшие по улице к востоку от мечети не могли пройти без попирания книг ногами. И звонили колокола в медине, и я слышал, как горожане говорили, что христиане привязывали своих лошадей в Великой мечети».
Во время кратковременного правления Мухаммада VI, несмотря на его протесты, мусульман изгнали из половины города, занятого христианами, и сотни беженцев скопились в окрестностях. Правосудие вершилось трибуналом, состоявшим из христианского наместника и мусульманского халифа.
Через десять месяцев после коронации Мухаммада VI мощная османская атака, проведённая согласованно Синан-пашей и Улуч Али из Триполи и Алжира позволила туркам занять большую часть государства Хафсидов, которая оставалась в их руках в течение следующих трёх столетий.
15 июля 1574 года сильный османский контингент, поддержанный артиллерией, высадился на берегах Тунисского залива и стремительно овладел испанской крепостью Ла-Гулет. После двух месяцев стычек, 3 сентября, войска Османской империи вступили в столицу Туниса.
Мухаммад VI ибн аль-Хасан был отправлен в Константинополь, где провел свои последние дни в плену.